# Guinness
Guinness je zaštitni znak tamnog piva s karakteristično slatkim okusom, koje se izvorno proizvodi u irskom glavnom gradu Dublinu.

## Vanjske poveznice
- Webstranica tvrtke